# Peperomia guayaquilensis
Peperomia guayaquilensis är en pepparväxtart som beskrevs av C. Dc.. Peperomia guayaquilensis ingår i släktet peperomior, och familjen pepparväxter. Inga underarter finns listade i Catalogue of Life.